# Гарос
Гаро́с (фр. Garos) — коммуна во Франции, находится в регионе Аквитания. Департамент — Атлантические Пиренеи. Входит в состав кантона Арти-э-Пеи-де-Субестр. Округ коммуны — По.
Код INSEE коммуны — 64234.

## География

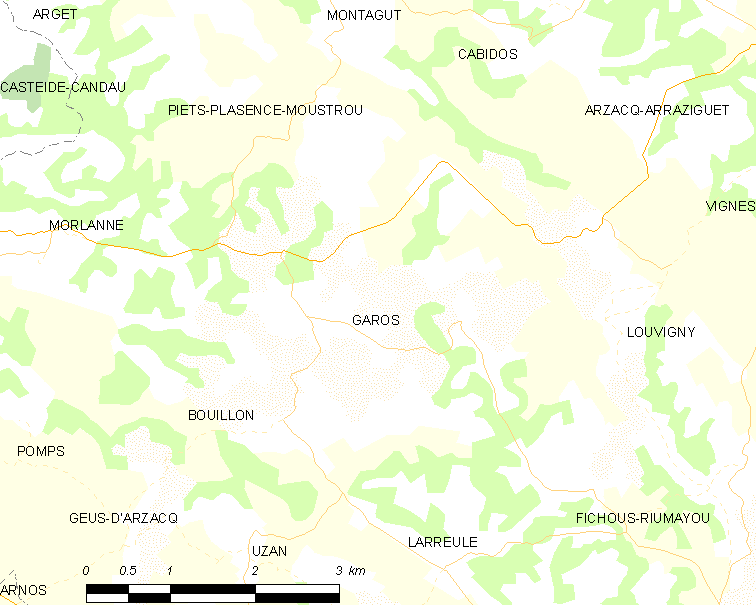
Карта коммуны

Коммуна расположена приблизительно в 640 км к югу от Парижа, в 150 км южнее Бордо, в 25 км к северу от По.
На северо-востоке коммуны протекает река Люи.

### Климат
Климат тёплый океанический. Зима мягкая, средняя температура января — от +5°С до +13°С, температуры ниже −10 °C бывают редко. Снег выпадает около 15 дней в году с ноября по апрель. Максимальная температура летом порядка 20-30 °C, выше 35 °C бывает очень редко. Количество осадков высокое, порядка 1100 мм в год. Характерна безветренная погода, сильные ветры очень редки.

## Население
Население коммуны на 2010 год составляло 225 человек.
| 1962 | 1968 | 1975 | 1982 | 1990 | 1999 | 2010 |
| ---- | ---- | ---- | ---- | ---- | ---- | ---- |
| 271  | 239  | 203  | 207  | 186  | 191  | 225  |

## Администрация
| Период | Период | Фамилия         | Партия | Примечания |
| ------ | ------ | --------------- | ------ | ---------- |
| 1995   | 2001   | Жан-Лоран Дюпуи |        |            |
| 2001   | 2020   | Жан-Марк Тёле   |        |            |

## Экономика
В 2010 году среди 128 человек трудоспособного возраста (15-64 лет) 95 были экономически активными, 33 — неактивными (показатель активности — 74,2 %, в 1999 году было 61,7 %). Из 95 активных жителей работали 82 человека (42 мужчины и 40 женщин), безработных было 13 (7 мужчин и 6 женщин). Среди 33 неактивных 8 человек были учениками или студентами, 20 — пенсионерами, 5 были неактивными по другим причинам.

## Достопримечательности
- Церковь Св. Варфоломея (XIX век)[4]

## Фотогалерея

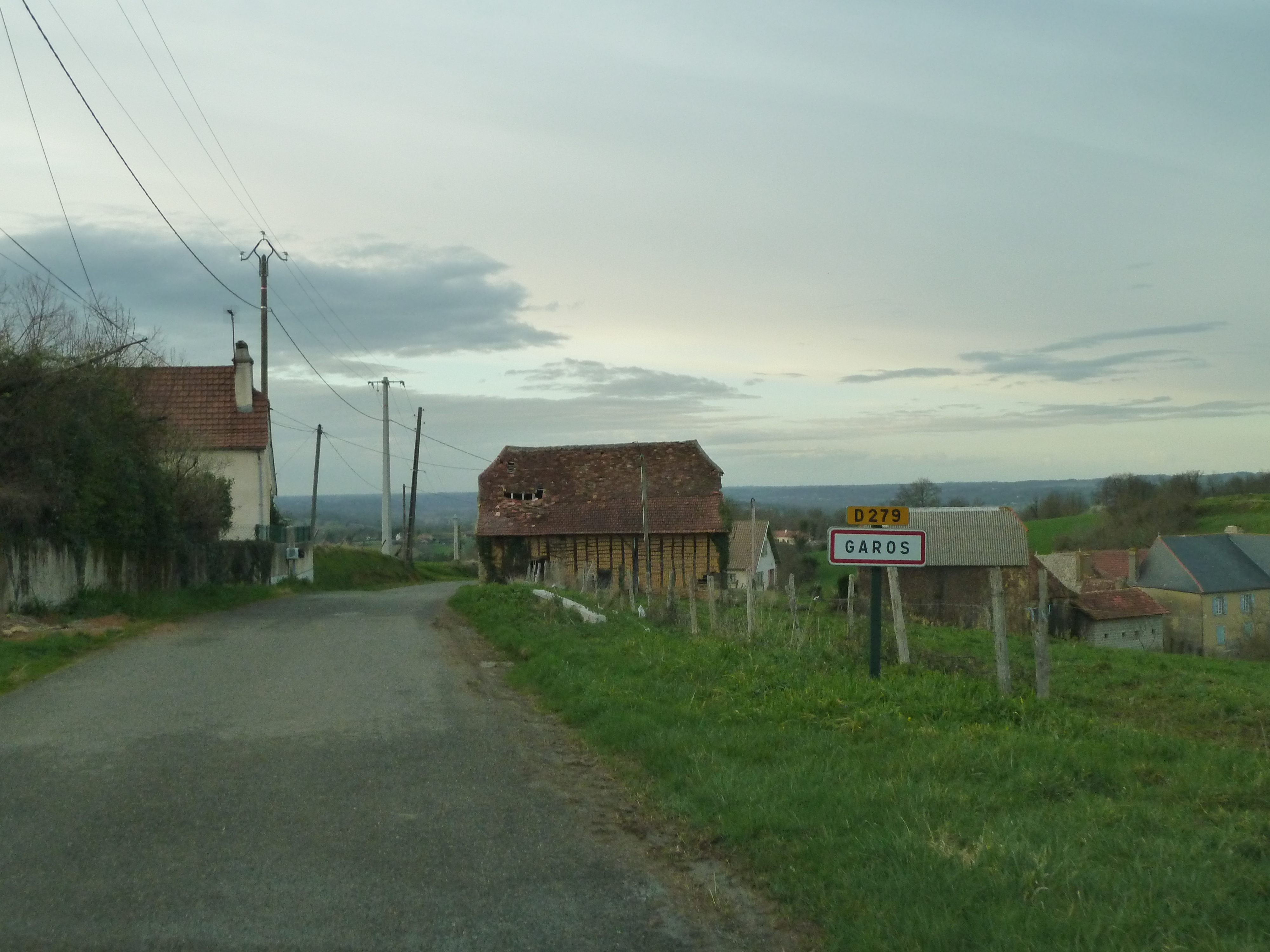
Въезд в Гарос
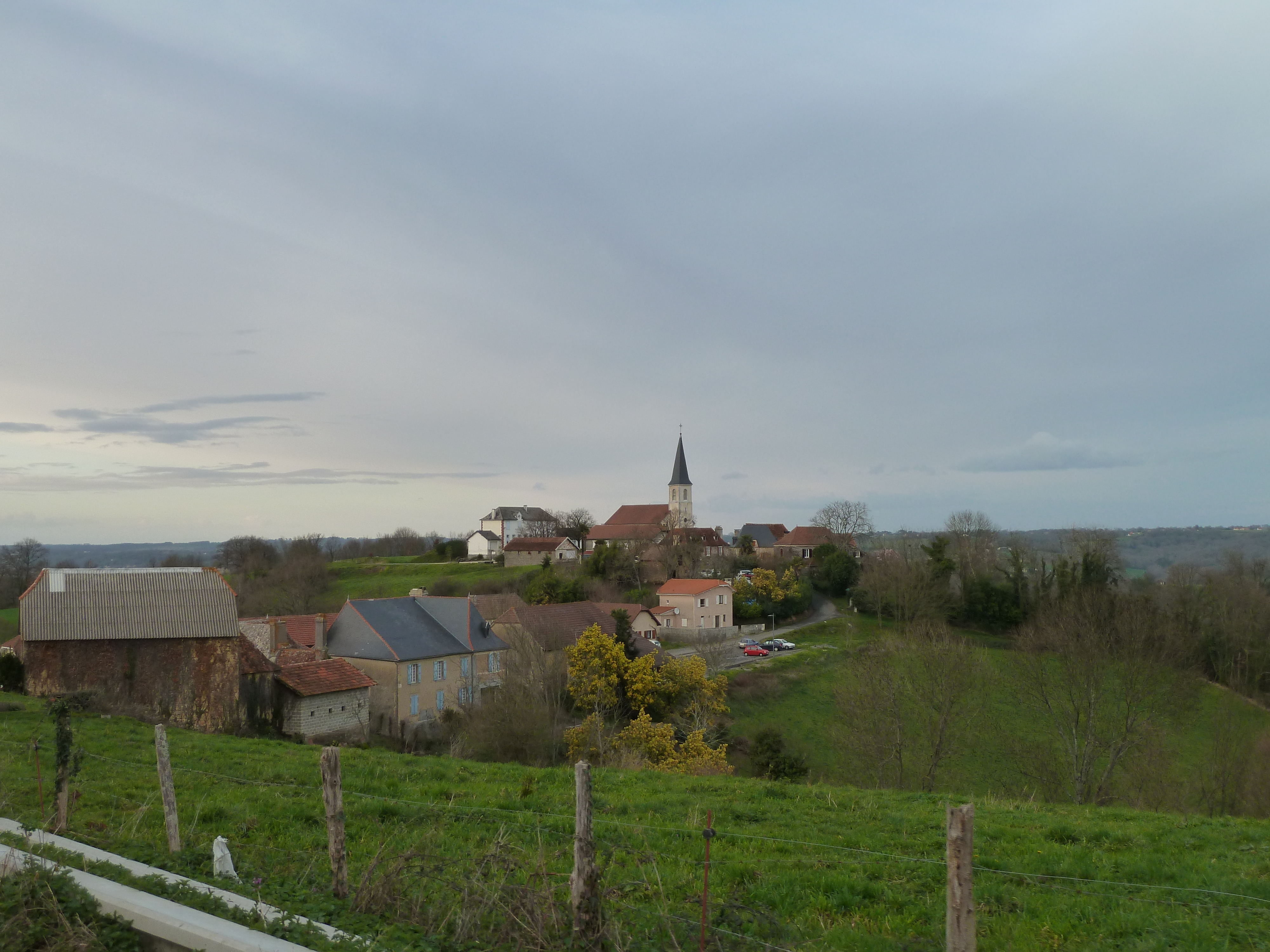
Гарос
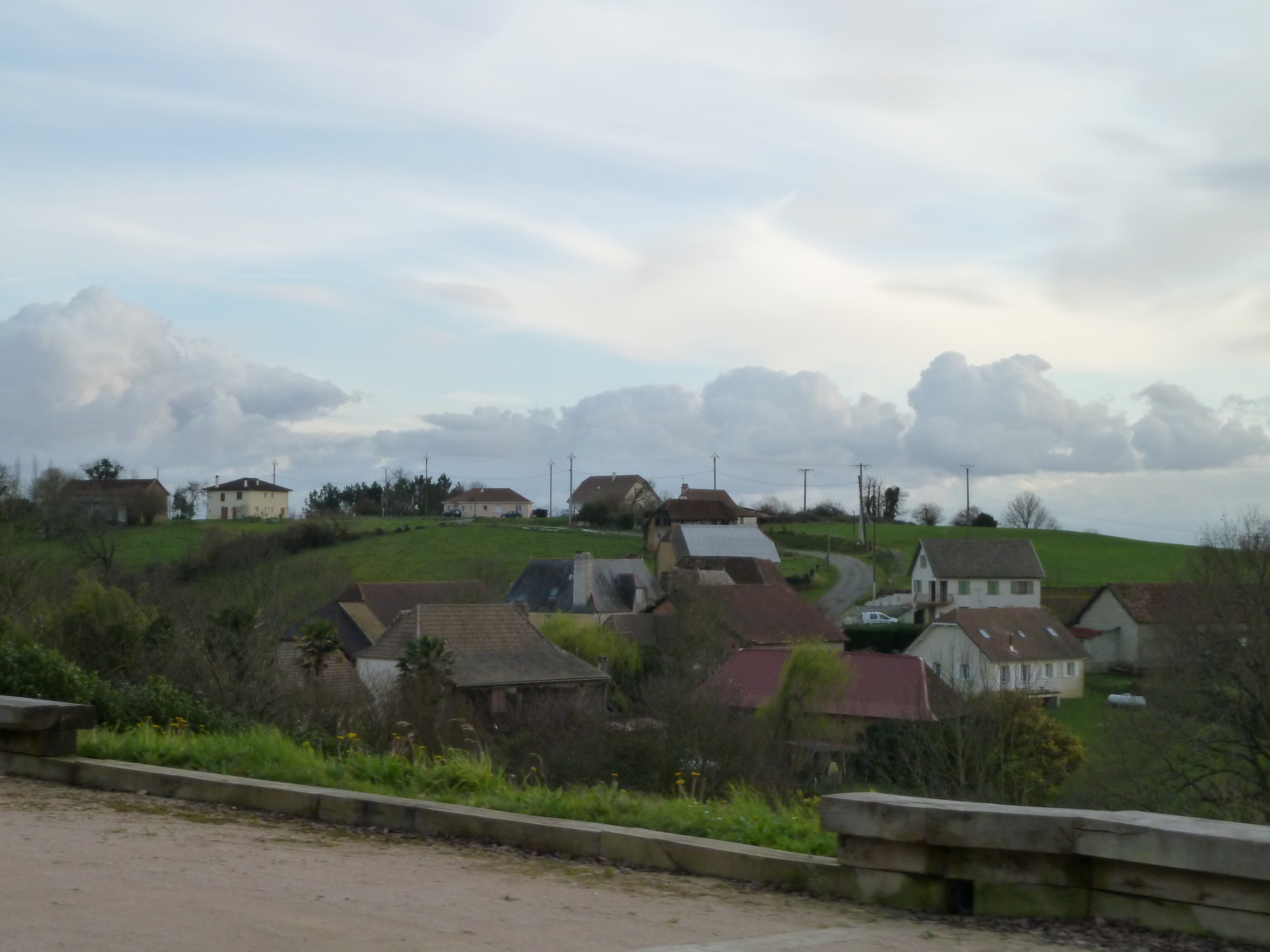
Гарос
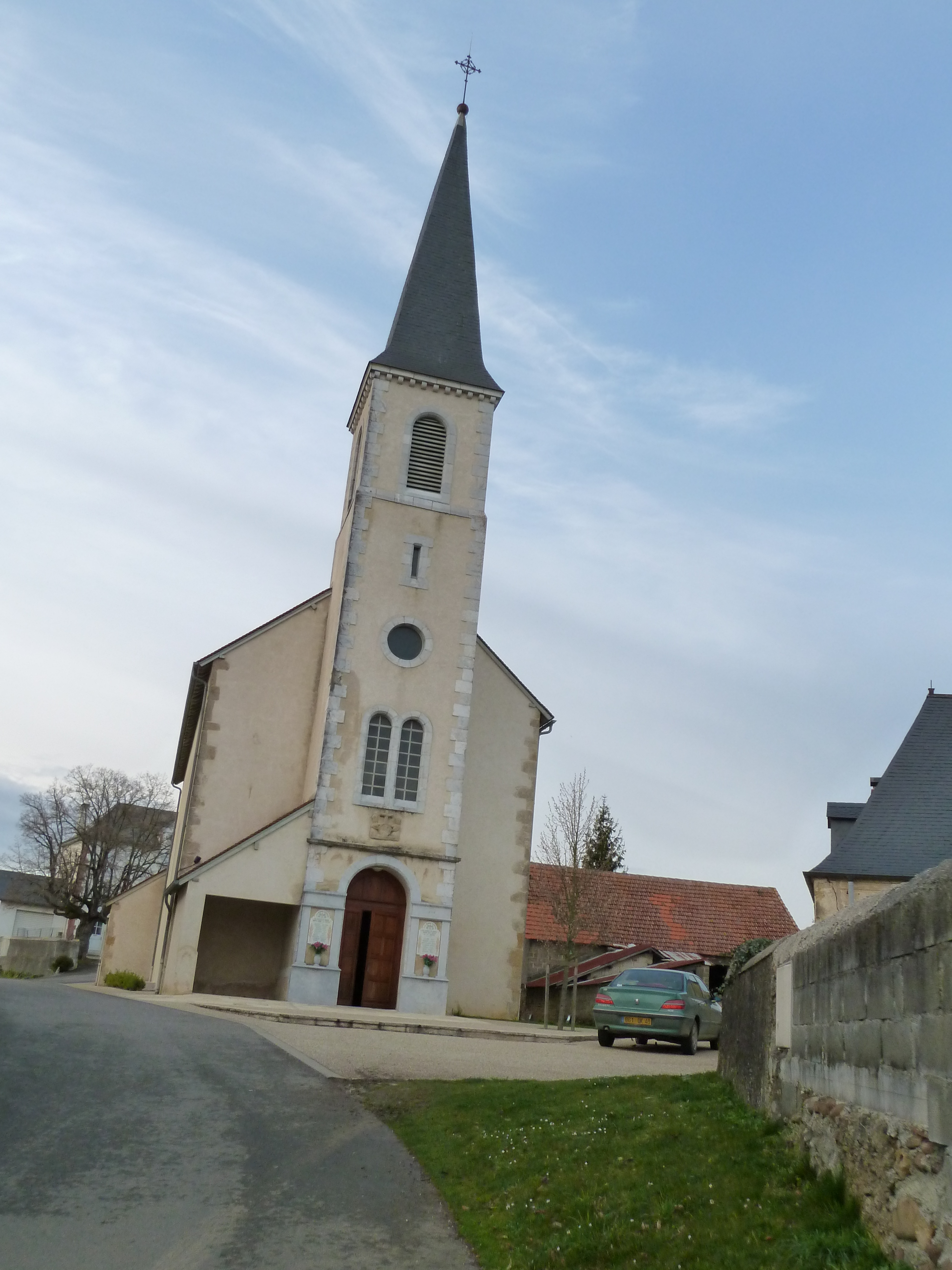
Церковь Св. Варфоломея
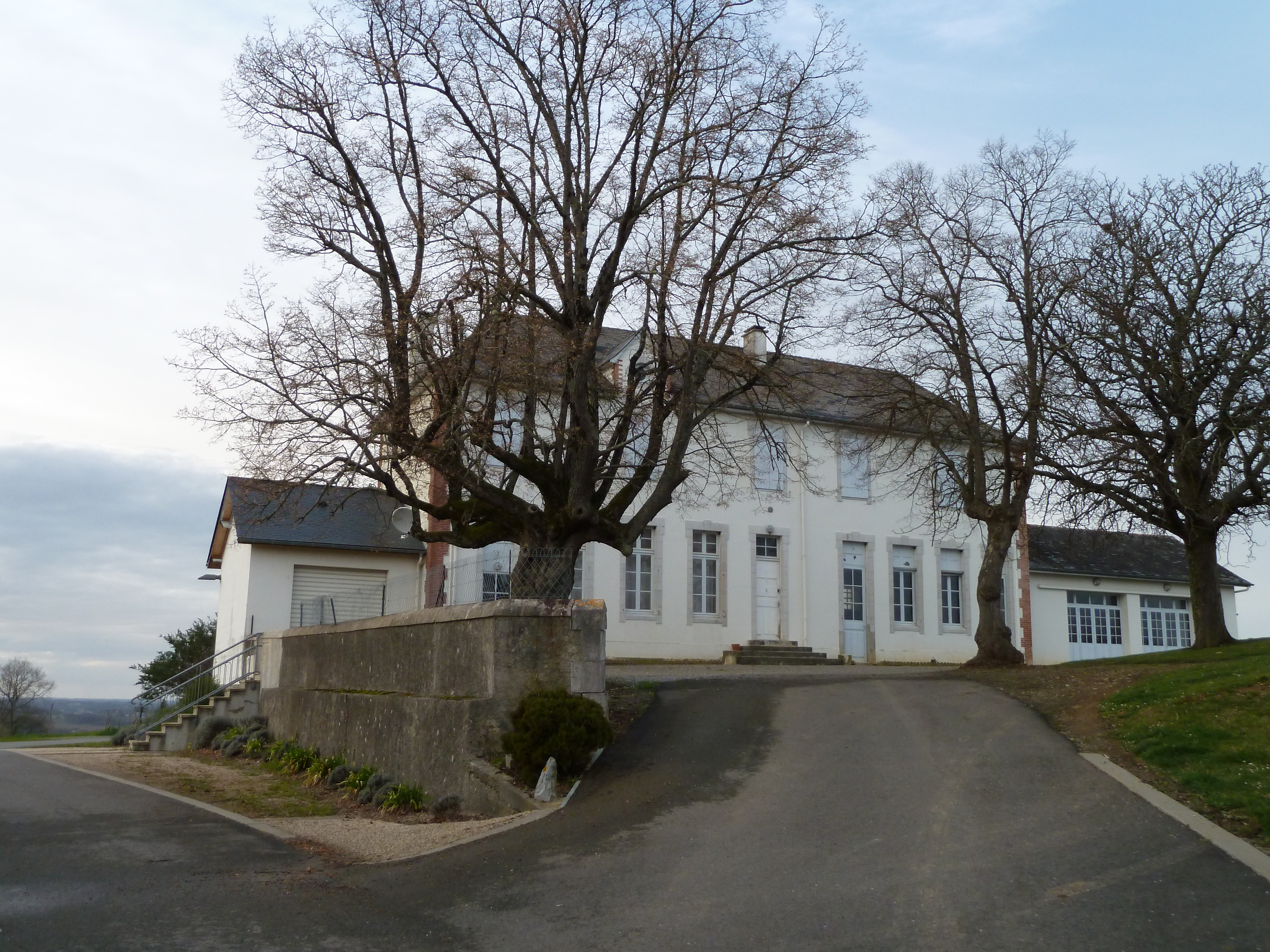
Мэрия